# Playlist
『Playlist』（プレイリスト）はSTVラジオで2018年10月6日から2019年9月29日まで放送された音楽番組。

## 概要
新旧の洋楽を取り上げるとともに、パーソナリティの上野由加里が「等身大のトーク」を繰り広げる。この番組のパーソナリティを務める上野由加里にとっては、RAB青森放送以外でのラジオのレギュラーパーソナリティはこれが初めてとなる。
この他様々な週替わりの特集コーナーを設け、月末にはリスナーから寄せられる洋楽のリクエストを特集した。

## 放送時間
- 毎週土曜日 17:00-18:00（2018年10月6日-2019年3月23日）
- 毎週日曜日 22:00-22:30（2019年4月7日-2019年9月29日）[7]

## パーソナリティ
- 上野由加里（元青森放送アナウンサー）